# Liste von Vornamen/T
Diese Unterseite der Liste von Vornamen enthält Vornamen, die mit dem Buchstaben T beginnen.
Männliche Vornamen sind mit dem Symbol ♂ und weibliche Vornamen mit dem Symbol ♀ markiert.

## Ta
Taavi ♂,
Tabaré ♂,
Tabea ♀,
Tabitha ♀,
Tacettin ♂, 
Tadas ♂, 
Taddea ♀,
Taddeo ♂,
Tadeusz ♂,
Tae-won ♂,
Tage ♂,
Taha ♂,
Tahar ♂,
Tahir ♂,
Tahira ♀,
Tahsin ♂,
Taiki ♂, 
Taio ♂,
Taisto ♂,
Takashi ♂,
Takis ♂,
Takuya ♂♀,
Tal ♂, Talchina ♀, 
Talea ♀,
Taleb ♂, 
Talha ♂,
Talib ♂,
Taliba ♀,
Talitha ♀,
Tamar ♀,
Tamara ♀,
Tamás ♂,
Tamatoa ♂,
Tamer ♂,
Tamika ♀,
Tamiko ♀,
Tamino ♂,
Tammo ♂,
Tamsin ♀,
Tamzin ♀,
Tanel ♂,
Taneli ♂,
Taner ♂,
Tanja ♀,
Tanju ♂♀,
Tankred ♂,
Tanrıkulu ♂,
Tanya ♀,
Tara ♀,
Taras ♂,
Tarcisio ♂,
Tarek ♂,
Tarhan ♂,
Taria ♀, 
Tarik ♂, 
Tarık ♂,
Tariq ♂,
Tarja ♀,
Tarjei ♂,
Tarkan ♂,
Tarmo ♂,
Tarzisius ♂,
Taşdemir ♂,
Taşkın ♂,
Taşkıran ♂,
Tassilo ♂,
Tatjana ♀,
Tato ♂,
Tatsuhiro ♂, 
Taulant ♂, 
Tauno ♂,
Tautvis ♂,
Tautvydas ♂, 
Tautvydė ♀, 
Täve ♂,
Tayfun ♂,
Tayfur ♂,
Tayla ♀,
Taylan ♂♀,
Taylor ♂♀,
Tayyip ♂, 

## Te
Teal ♂♀,
Teber ♂,
Ted ♂,
Teemu ♂,
Tekin ♂,
Telat ♂, 
Telma ♀,
Telman ♂,
Telsche ♀,
Temel ♂,
Tendzin ♂,
Tenzing ♂,
Teodor ♂,
Teodoras ♂, 
Teofil ♂,
Teoman ♂,
Terence ♂,
Terenzio ♂,
Teresė ♀, 
Teresina ♀,
Terje ♂,
Terrence ♂,
Terri ♀,
Terry ♂♀,
Tess ♀,
Tessa ♀,
Tetsu ♂,
Tevfik ♂,
Tevfika ♀,
Tevita ♂,
Teymur ♂,
Tezcan ♂♀,
Tezel ♂♀,

## Th/Þ
Thaddäus ♂,
Thalia ♀,
Thanos ♂,
Thea ♀,
Thees ♂,
Thekla ♀,
Thelma ♀,
Thelxion ♂,
Theobald ♂,
Theodo ♂,
Theodolinde ♀,
Theodor ♂,
Theodora ♀,
Theodore ♂,
Theodoros ♂,
Theodosia ♀,
Theodosios ♂,
Theodulos ♂,
Theophil ♂,
Therese ♀, Theresia ♀,
Theumis ♂,
Thierry ♂,
Thieß ♂,
Thijs ♂,
Thilde ♀,
Thilo ♂,
Thirza ♀,
Thoas ♂,
Thomas ♂,
Thor ♂,
Þór ♂,
Thora ♀,
Þóra ♀,
Thoralf ♂,
Thorben ♂,
Þórbergur ♂,
Thorbjörn ♂,
Thorbjørn ♂,
Thord ♂,
Thordis ♀,
Þórður ♂,
Thore ♂,
Thorge ♂,
Þorgerður ♀,
Thorgny ♂,
Þórhildur ♀,
Thori ♂,
Þórir ♂,
Thorkild ♂,
Þorlákur ♂,
Thorleif ♂, 
Þormóður ♂,
Thorolf ♂,
Þorsteinn ♂,
Thorsten ♂,
Thorunn ♀,
Þórunn ♀,
Þorvaldur ♂,
Thorwald ♂,
Þráinn ♂,
Thulani ♂,
Thure ♂,
Thurid ♀,
Thurið ♀,
Thuride ♀,
Þuríður ♀,
Turið ♀, 
Thutmosis ♂,

## Ti
Tia ♀,
Tiago ♂,
Tialda ♀,
Tiberiu ♂,
Tiberius ♂,
Tibert ♂,
Tibor ♂,
Tietje ♂,
Tiia ♀,
Tiit ♂,
Tijan ♂♀,
Tijana ♀,
Tilemann ♂,
Till ♂,
Tilla ♀,
Tillman ♂,
Tillmann ♂,
Tilman ♂,
Tilmann ♂,
Tilo ♂,
Tim ♂,
Timea ♀,
Timo ♂,
Timofei ♂,
Timon ♂,
Timor ♂,
Timotheos ♂,
Timothy ♂,
Timuçin ♂,
Timur ♂,
Tin ♂,
Tina ♀,
Tınaz ♂,
Tino ♂,
Tita ♀,
Titko ♂,
Titus ♂,
Tiziana ♀,
Tiziano ♂,

## Tj
Tjade ♂,
Tjark ♂,
Tjarko ♂,
Tjorven ♀,

## To
Tobias ♂,
Toby ♂,
Toccara ♀,
Tod ♂, 
Todor ♂,
Toivo ♂,
Tok ♂,
Tokessa ♀,
Tolbert ♂,
Tolga ♂,
Tolgahan ♂,
Tolgay ♂,
Tom ♂,
Tomas ♂,
Tomás ♂,
Tomaz ♂,
Tomaž ♂,
Tomer ♂,
Tomiko ♀,
Tomislav ♂,
Tommaso ♂,
Tommi ♂,
Tomohito ♂,
Tomoko ♀,
Tomor ♂, 
Tomorr ♂, 
Tomris ♀, 
Tone ♂♀,
Toni ♂♀,
Tonino ♂,
Tõnis ♂,
Töns ♂,
Tõnu ♂,
Tonya ♀,
Tooske ♀,
Toprak ♂♀,
Topuz ♂,
Toralf ♂,
Toraman ♂,
Toräst ♂,
Torben ♂,
Torbern ♂,
Torbjörn ♂,
Torbjørn ♂,
Torborg ♂,
Tord ♂,
Tordis ♀,
Tore ♂,
Torey ♂,
Torge ♂,
Torgeir ♂,
Torger ♂,
Torgny ♂,
Torin ♂,
Tormod ♂,
Torsten ♂,
Torun ♂♀,
Torunn ♀,
Toshiko ♀,
Tosun ♂,
Tove ♂♀,
Tova ♀,
Toya ♀

## Tr
Tracy ♂♀,
Traugott ♂,
Traute ♀,
Trayvon ♂,
Trent ♂♀, 
Trevor ♂,
Trifon ♂,
Trilok ♂,
Trine ♀,
Trisha ♀,
Tristan ♂♀,
Troels ♂, 
Trond ♂,
Tróndur ♂,
Troy ♂,
Truda ♀,
Trude ♀,
Trudo ♂,
Truls ♂,
Truman ♂,
Trutz ♂,
Trygve ♂,
Tryphaina ♀,

## Ts
Tsholofelo ♀♂,

## Tu
Tuba ♀,
Tufan ♂,
Tugay ♂,
Tuğba ♀,
Tuğçe ♀,
Tuğrul ♂,
Tuja ♀,
Tülay ♀,
Tulio ♂,
Túlio ♂,
Tullio ♂,
Tümer ♂,
Tuna ♂♀,
Tunahan ♂,
Tunay ♂,
Tunç ♂,
Tuncay ♂♀,
Tunçay ♂,
Tuncel ♂,
Tuncer ♂,
Tünde ♀,
Tunne ♂,
Turan ♂,
Ture ♂,
Türel ♂,
Turgay ♂,
Turgut ♂,
Turhan ♂,
Turkan ♂,
Türkan ♀,
Türkân ♀,
Türker ♂♀,
Türkkan ♂,
Türkmen ♂♀,
Türkyılmaz ♂,
Tuuli ♀,
Tüzemen ♂,
Tüzmen ♂,

## Ty
Tyler ♂♀,
Tyra ♀,
Tyree ♂,
Tyrese ♂,
Tyron ♂,
Tyrus ♂,

## Tz
Tzvetan ♂,